# 梅森 (肯塔基州馬戈芬縣)
梅森（英語：Mason）是位於美國肯塔基州馬戈芬縣的一個非建制地區。

## 地理
梅森所處的海拔為高於海平面269米（即883英呎），而該地所採用的時區為UTC-5，即北美東部時區（EST）。同時該地設有夏令時間，為UTC-5調快一小時，即UTC-4（EDT）。